# Vlaamse Oud-Scouts en Oud-Gidsen
De Vlaamse Oud-Scouts en Oud-Gidsen (VOSOG) is een scoutingorganisatie voor volwassenen in Vlaanderen. De vereniging werd opgericht in 1973 en maakt, samen met de andere Belgische oud-scouts- en oud-gidsenverenigingen die de Belgian Scout and Guide Fellowship vormen, deel uit van de International Scout and Guide Fellowship. Met 4.305 leden (2020) is VOSOG veruit de grootste Belgische vereniging van scouting voor volwassenen.

## Geschiedenis
VOSOG heeft een historische band met de Vlaamse scoutsorganisatie Scouts en Gidsen Vlaanderen, maar legt geen restricties op aan lidmaatschap tot de vereniging. In 1973 werd deze overkoepelende organisatie opgericht om verschillende al bestaande groepen van oud-scouts te verenigen.
In 2013 werd het 40-jarig bestaan van VOSOG gevierd.
In 2023 werd het 50-jarig bestaan van VOSOG gevierd.

## Liefdadigheid
In 1983 werd naar aanleiding van het tienjarig bestaan van de organisatie een permanente werkgroep rond liefdadigheid opgericht. Het doel was fondsen in te zamelen, te beheren en te besteden voor het goede doel. Hiertoe werkt men samen met de Koning Boudewijnstichting.

## Structuur
De Vlaamse Oud-Scouts en Oud-Gidsen werken met lokale kernen, vaak sterk verbonden met een lokale scoutsgroep. Zij zijn vertegenwoordigd in de provinciale bestuursvergadering van de provincie waarvan zij deel uitmaken en hebben ook recht op vertegenwoordiging in de Landelijke Raad, het voornaamste, richtinggevend beslissingsorgaan van de vereniging.
De lokale kernen kennen een grote autonomie op vlak van organisatie, maar genieten door hun lidmaatschap tot VOSOG van een verzekering en ondersteuning van hun activiteiten. Daarnaast worden er ook nationale bijeenkomsten georganiseerd.
Ingeschreven leden ontvangen ook Kontakt, het trimesteriële ledenmagazine van de vereniging waarop vaak nieuws vanuit de lokale kernen gedeeld wordt.
De organisatie kent een vzw-structuur met een algemene vergadering en een raad van bestuur. Daarnaast is er een stafmedewerker die instaat voor algemene ondersteuning van de vrijwilligerswerking.